# Piemonte (vino)
Piemonte è una DOC riservata a numerosi vini la cui produzione è consentita nella Regione Piemonte.

## Zona di produzione
La zona di produzione comprende l'intero territorio viticolo di numerosissimi comuni nelle provincie di Alessandria, Asti, Biella, Cuneo, Novara, Torino, Verbano-Cusio-Ossola e Vercelli.

## Tecniche di produzione
L'estrema complessità del disciplinare offre per numerose tipologie la possibilità di produrre differenti versioni; oltre a  vini bianco, rosso, rosato e quelli prodotti con uve specifiche, sono previsti vini spumanti e frizzanti ottenuti dall'abbinamento di due uve.
Una restrittiva interpretazione della normativa inerente l'Erbaluce di Caluso DOCG impedisce di produrre la tipologia "Piemonte Erbaluce".
È possibile destinare alla DOC Piemonte gli esuberi di produzione delle DOC e DOCG insistenti nella stessa area di produzione, con specifica autorizzazione regionale.
I vini rossi non aromatici prodotti con la tecnica della macerazione carbonica possono essere etichettati con la dicitura aggiuntiva “Novello”.
Per i vini rosso, rosato, bianco, rosso frizzante, rosato frizzante e bianco frizzante è consentita la descrizione della base ampelografica.
Per tutte le tipologie e menzioni riferite a vino "fermo" è obbligatoria l'indicazione dell'annata di produzione delle uve.
Vini di montagna
I vini prodotti in comuni montani possono riportare in etichetta la qualificazione specifica "vigneti di montagna" se questi sono ad altitudine pari o superiore ai 500 m s.l.m. e hanno pendenza minima del 30% o sono sistemati a gradoni o terrazze. Anche per i vini di montagna è consentita la descrizione della base ampelografica.

## Disciplinare
La DOC Piemonte è stata istituita con DM 22.11.1994 pubblicato sulla Gazzetta Ufficiale n. 282 del 02.12.1994.
Successivamente è stato modificato con:
- DM 13.05.1995 GU 125 - 31.05.1995
- DM 22.12.1995 GU 13 - 17.01.1996
- DM 02.04.1996 GU 85 - 11.04.1996
- DM 24.08.2001 GU 209 - 08.09.2001
- DM 30.07.2007 GU 186 - 11.08.2007
- DM 29.07.2009 GU 186 - 12.08.2009
- DM 21.01.2010 GU 24 - 30.01.2010
- DM 17.09.2010 GU 233 - 05.10.2010
- DM 21.09.2011 GU 231 - 04.10.2011 (rettifica)
- DM 30.11.2011 GU 295 - 20.12.2011
- DM 07.03.2014 Sito ufficiale Mipaaf
- Reg. UE 2019/548 del 02.04.2019 G.U.U.E. n. L 96 - 05.04.2019
- DM 08.08.2019 e DM 12 settembre 2019 - 26.08.2019 Sito ufficiale Mipaaf, GU n.223 del 23.09.2019, G.U.U.E. n. C/91 - 20.03.2020

## Tipologie

### Bianco
Sono previste le versioni bianco, frizzante, spumante e passito (in tre versioni)
| versione                    | bianco                                                                             | bianco frizzante                                                                   | bianco spumante | bianco passito |
| uvaggio                     | Cortese, Chardonnay, Favorita, Erbaluce da soli o congiuntamente per almeno il 60% | Cortese, Chardonnay, Favorita, Erbaluce da soli o congiuntamente per almeno il 60% | Cortese, Chardonnay, Favorita, Erbaluce Pinot bianco, Pinot grigio, Pinot Nero da soli o congiuntamente per almeno il 60% | Cortese, Chardonnay, Favorita, Erbaluce Pinot bianco, Pinot grigio, Pinot Nero da soli o congiuntamente per almeno il 60% |
| titolo alcolico minimo      | 10,00% vol.                                                                        | 10,00 vol.                                                                         | 10,50 vol. | da 13,00 a 16,00 vol. |
| acidità totale minima       | 4,5 g/l                                                                            | 4,5 g/l.                                                                           | 5,0 g/l. | 4,5 g/l. |
| estratto secco minimo       | 15,0 g/l.                                                                          | 15,0 g/l.                                                                          | 17,0 | da 20,0 g/l. a 22,0 g/l.                                                                                                  |
| resa massima di uva/ha      | 140 q.                                                                             | 140 q.                                                                             | 140 q. | 140 q. |
| resa massima di uva in vino | %                                                                                  | 75 %                                                                               | 75 % | 50 % |
| invecchiamento minimo       | -                                                                                  | -                                                                                  | - | 3 mesi |

### Rosso
Sono previste le versioni rosso, frizzante, spumante e passito (in tre versioni).
| versione                    | rosso                                                                                     | rosso frizzante                                                                           | rosso spumante                                                                            | rosso passito                                                                             |
| uvaggio                     | Barbera, Nebbiolo, Dolcetto, Freisa, Croatina da soli o congiuntamente per almeno il 60%. | Barbera, Nebbiolo, Dolcetto, Freisa, Croatina da soli o congiuntamente per almeno il 60%. | Barbera, Nebbiolo, Dolcetto, Freisa, Croatina da soli o congiuntamente per almeno il 60%. | Barbera, Nebbiolo, Dolcetto, Freisa, Croatina da soli o congiuntamente per almeno il 60%. |
| titolo alcolico minimo      | 11,00 vol.                                                                                | 11,00 vol.                                                                                | 11,00 vol.                                                                                | da 13,00 a 16,00 vol.                                                                     |
| acidità totale minima       | 4,5 g/l.                                                                                  | 4,5 g/l.                                                                                  | 4,5 g/l.                                                                                  | 4,5 g/l.                                                                                  |
| estratto secco minimo       | 20,0 g/l.                                                                                 | 20,0 g/l.                                                                                 | 20,0 g/l.                                                                                 | da 23,0 a 25,0 g/l.                                                                       |
| resa massima di uva/ha      | 130 q.                                                                                    | 130 q.                                                                                    | 130 q.                                                                                    | 130 q.                                                                                    |
| resa massima di uva in vino | 70 %                                                                                      | 70 %                                                                                      | 70 %                                                                                      | 50 %                                                                                      |
| invecchiamento minimo       | -                                                                                         | -                                                                                         | -                                                                                         | 3 mesi                                                                                    |

### Rosato
Sono previste le versioni rosato, rosato spumante e rosato frizzante.
| versione                    | rosato | rosato spumante                                                                                              | rosato frizzante                                                                                             |
| uvaggio                     | Barbera, Nebbiolo, Dolcetto, Freisa, Croatina, Cortese, Chardonnay da soli o congiuntamente per almeno l'85% | Barbera, Nebbiolo, Dolcetto, Freisa, Croatina, Cortese, Chardonnay da soli o congiuntamente per almeno l'85% | Barbera, Nebbiolo, Dolcetto, Freisa, Croatina, Cortese, Chardonnay da soli o congiuntamente per almeno l'85% |
| titolo alcolico minimo      | 10,5 vol. | 10,5 vol. | 10,5 vol. |
| acidità totale minima       | 4,5 g/l. | 4,5 g/l. | 4,5 g/l. |
| estratto secco minimo       | 17,0 g/l. | 17,0 g/l. | 17,0 |
| resa massima di uva/ha      | 130 q. | 130 q. | 130 q. |
| resa massima di uva in vino | 70 % | 70 % | 70 % |

### Albarossa
Sono previste le versioni Albarossa e Albarossa rosato spumante.
| versione                       | Albarossa                  | Albarossa rosato spumante |
| uvaggio                        | Albarossa per almeno l'85% | Albarossa per almeno l'85 |
| titolo alcolico minimo         | 12,50 vol.                 | 11,50 vol.                |
| acidità totale minima          | 4,5 g/l.                   | 5,0 g/l.                  |
| estratto secco minimo          | 26,0 g/l.                  | 15,0 g/l.                 |
| resa massima di uva per ettaro | 90 q.                      | 110 q.                    |
| resa massima di uva in vino    | 70 %                       | 70 %                      |
| invecchiamento minimo          | 12 mesi                    | -                         |

### Barbera
Sono previste le versioni Barbera, Barbera frizzante e Barbera passito
| versione                       | fermo                    | frizzante                | passito                  |
| uvaggio                        | Barbera per almeno l'85% | Barbera per almeno l'85% | Barbera per almeno l'85% |
| titolo alcolico minimo         | 11,0 vol.                | 11,0 vol.                | da 13,0 vol. a 16,0 vol. |
| acidità totale minima          | 4,5 g/l.                 | 4,5 g/l.                 | 4,5                      |
| estratto secco minimo          | 21,0 g/l.                | 21,0 g/l.                | da 24,0 g/l. a 26 g/l.   |
| resa massima di uva per ettaro | 120 q.                   | 120 q.                   | 120 q.                   |
| resa massima di uva in vino    | 70%                      | 70 %                     | 50%                      |
| invecchiamento minimo          | -                        | -                        | 3 mesi                   |

### Bonarda
Sono previste le versioni Bonarda e Bonarda frizzante.
| versione                       | Bonarda                  | Bonarda frizzante        |
| uvaggio                        | Bonarda per almeno l'85% | Bonarda per almeno l'85% |
| titolo alcolico minimo         | 11,00% vol.              | 11,00% vol.              |
| acidità totale minima          | 4,5 g/l.                 | 4,5 g/l.                 |
| estratto secco minimo          | 22,0 g/l.                | 22,0 g/l.                |
| resa massima di uva per ettaro | 110 q.                   | 110 q.                   |
| resa massima di uva in vino    | 70 %                     | 70 %                     |

### Brachetto
Sono previste le versioni Brachetto, Brachetto spumante e Brachetto passito (in due versioni).
È obbligatoria l'indicazione del tenore di zucchero.
| versione                       | Brachetto                  | Brachetto spumante         | Brachetto passito          |
| uvaggio                        | Brachetto per almeno l'85% | Brachetto per almeno l'85% | Brachetto per almeno l'85% |
| titolo alcolico minimo         | 11,0 vol.                  | 11,0 vol.                  | da 15,0 vol. a 16,0 vol.   |
| acidità totale minima          | 4,5 g/l.                   | 4,5 g/l.                   | 4,5 g/l.                   |
| estratto secco minimo          | 20,0 g/l.                  | 20,0 g/l.                  | 22,0 g/l.                  |
| resa massima di uva per ettaro | 90 q.                      | 90 q.                      | 90 q.                      |
| resa massima di uva in vino    | 70 %                       | 70 %                       | 50 %                       |
| invecchiamento minimo          | -                          | -                          | 12 mesi                    |

### Bussanello
| uvaggio                        | Bussanello per almeno l'85% |
| titolo alcolico minimo         | 10,5 % vol.                 |
| acidità totale minima          | 4,5 g/l.                    |
| estratto secco minimo          | 15,0 g/l                    |
| resa massima di uva per ettaro | 110 q.                      |
| resa massima di uva in vino    | 70 %                        |

### Cabernet
Sono previste le versioni Cabernet, Cabernet frizzante,Cabernet spumante.
| versione                       | Cabernet                                                                | Cabernet frizzante                                                      | Cabernet spumante                                                       |
| uvaggio                        | Cabernet Franc, Cabernet Sauvignon e Carmenère da soli o congiuntamente | Cabernet Franc, Cabernet Sauvignon e Carmenère da soli o congiuntamente | Cabernet Franc, Cabernet Sauvignon e Carmenère da soli o congiuntamente |
| titolo alcolico minimo         | 11,5 vol.                                                               | [ 4 ]                                                                   | [ 4 ]                                                                   |
| acidità totale minima          | 4,5 g/l.                                                                | [ 4 ]                                                                   | [ 4 ]                                                                   |
| estratto secco minimo          | 20,0 g/l.                                                               | [ 4 ]                                                                   | [ 4 ]                                                                   |
| resa massima di uva per ettaro | 110 q.                                                                  | 110 q.                                                                  | 110 q.                                                                  |
| resa massima di uva in vino    | 70 %                                                                    | 70 %                                                                    | 70 %                                                                    |

### Cabernet franc
| uvaggio                        | Cabernet franc per almeno l'85% |
| titolo alcolico minimo         | 11,5 vol.                       |
| acidità totale minima          | 4,5 g/l.                        |
| estratto secco minimo          | 20,0 g/l.                       |
| resa massima di uva per ettaro | 110 q.                          |
| resa massima di uva in vino    | 70 %                            |

### Cabernet Sauvignon
| uvaggio                        | Cabernet sauvignon per almeno l'85% |
| titolo alcolico minimo         | 11,5 vol.                           |
| acidità totale minima          | 4,5 g/l.                            |
| estratto secco minimo          | 20,0 g/l.                           |
| resa massima di uva per ettaro | 110 q.                              |
| resa massima di uva in vino    | 70 %                                |

### Chardonnay
Sono previste le versioni Chardonnay, Chardonnay spumante e Chardonnay frizzante.
| versione                       | Chardonnay                  | Chardonnay spumante         | Chardonnay frizzante        |
| uvaggio                        | Chardonnay per almeno l'85% | Chardonnay per almeno l'85% | Chardonnay per almeno l'85% |
| titolo alcolico minimo         | 10,50% vol.                 | 10,50% vol.                 | 10,50% vol.                 |
| acidità totale minima          | 5,0 g/l.                    | 5,0 g/l.                    | 5,0 g/l.                    |
| estratto secco minimo          | 17 g/l.                     | 17 g/l.                     | 17 g/l.                     |
| resa massima di uva per ettaro | 110 q.                      | 110 q.                      | 110 q.                      |
| resa massima di uva in vino    | 70 %                        | 70 %                        | 70 %                        |

### Cortese
Sono previste le versioni Cortese, Cortese spumante e Cortese frizzante.
La menzione "Marengo" è riservata al vino Cortese spumante e frizzante le cui uve sono prodotte nei comuni dell'omonimo Dipartimento napoleonico. In etichetta può essere denominato Cortese Marengo o Piemonte Marengo; per la versione spumante si può inoltre aggiungere la dicitura storico.
| versione                       | Cortese                                            | Cortese spumante                                   | Cortese frizzante                                  |
| uvaggio                        | Cortese per almeno l'85% Moscato Bianco fino al 3% | Cortese per almeno l'85% Moscato Bianco fino al 3% | Cortese per almeno l'85% Moscato Bianco fino al 3% |
| titolo alcolico minimo         | 10& vol.                                           | 10& vol.                                           | 10% vol.                                           |
| acidità totale minima          | 5 g/l.                                             | 5 g/l.                                             | 5 g/l.                                             |
| estratto secco minimo          | 15 g/l.                                            | 15 g/l.                                            | 15 g/l.                                            |
| resa massima di uva per ettaro | 140 q.                                             | 140 q.                                             | 140 q.                                             |
| resa massima di uva in vino    | 75 %                                               | 75 %                                               | 75 %                                               |

### Croatina
| uvaggio                        | Croatina per almeno l'85% |
| titolo alcolico minimo         | 11 % vol.                 |
| acidità totale minima          | 4,5 g/l.                  |
| estratto secco minimo          | 22 g/l.                   |
| resa massima di uva per ettaro | 110 q.                    |
| resa massima di uva in vino    | 70 %                      |

### Dolcetto
Sono previste le versioni Dolcetto e Dolcetto frizzante.
| versioni                       | Dolcetto                  | Dolcetto frizzante        |
| uvaggio                        | Dolcetto per almeno l'85% | Dolcetto per almeno l'85% |
| titolo alcolico minimo         | 11% vol.                  | 11% vol.                  |
| acidità totale minima          | 4,5 g/l.                  | 4,5 g/l.                  |
| estratto secco minimo          | 20 g/l.                   | 20 g/l.                   |
| resa massima di uva per ettaro | 110 q.                    | 110 q.                    |
| resa massima di uva in vino    | 70 %                      | 70 %                      |

### Freisa
| uvaggio                        | Freisa per almeno l'85% |
| titolo alcolico minimo         | 11% vol.                |
| acidità totale minima          | 4,5 g/l.                |
| estratto secco minimo          | 23 g/l.                 |
| resa massima di uva per ettaro | 95 q.                   |
| resa massima di uva in vino    | 70 %                    |

### Grignolino
| uvaggio                        | Grignolino per almeno l'85% |
| titolo alcolico minimo         | 11% vol.                    |
| acidità totale minima          | 4,5 g/l.                    |
| estratto secco minimo          | 19 g/l.                     |
| resa massima di uva per ettaro | 95 q.                       |
| resa massima di uva in vino    | 70 %                        |

### Merlot
| uvaggio                        | Merlot per almeno l'85 % |
| titolo alcolico minimo         | 11,5% vol.               |
| acidità totale minima          | 4,5 g/l.                 |
| estratto secco minimo          | 20 g/l.                  |
| resa massima di uva per ettaro | 110 q.                   |
| resa massima di uva in vino    | 70 %                     |

### Moscato
Sono previste le versioni Moscato e Moscato passito.
È obbligatoria l'indicazione del tenore di zucchero.
| tipologia                      | Moscato                         | Moscato passito            |
| uvaggio                        | Moscato bianco per almeno l'85% | Moscato bianco per il 100% |
| titolo alcolico minimo         | 10,5% vol.                      | da 15% vol. a 16% vol.     |
| acidità totale minima          | 5,0% g/l.                       | 4,5% g/l.                  |
| estratto secco minimo          | 15,0 g/l.                       | 22,0 g/l.                  |
| resa massima di uva per ettaro | 115 q.                          | 115 q.                     |
| resa massima di uva in vino    | 75 %                            | 50 %                       |
| invecchiamento minimo          | -                               | 12 mesi                    |

### Pinot spumante
Sono previste la menzioni Pinot spumante e Pinot spumante rosato; per quest'ultimo sono consentiti i sinonimi Pinot rosé e Pinot rosa.
| uvaggio                        | Pinot bianco, Pinot grigio e Pinot nero | Pinot bianco, Pinot grigio e Pinot nero |
| titolo alcolico minimo         | 10,5% vol.                              | 10,5% vol.                              |
| acidità totale minima          | 5,0 g/l.                                | 5,0 g/l.                                |
| estratto secco minimo          | 17,0 g/l.                               | 15,0 g/l.                               |
| resa massima di uva per ettaro | 110 q.                                  | 110 q.                                  |
| resa massima di uva in vino    | 70 %                                    | 70%                                     |

### Pinot bianco spumante
È ammesso il sinonimo Pinot spumante.
| uvaggio                        | Pinot bianco per almeno l'85%; Pinot grigio, Pinot nero, Chardonnay da soli o congiuntamente fino al 15% |
| titolo alcolico minimo         | 10,5% vol.                                                                                               |
| acidità totale minima          | 5,0 g/l.                                                                                                 |
| estratto secco minimo          | 17,0 g/l.                                                                                                |
| resa massima di uva per ettaro | 110 q.                                                                                                   |
| resa massima di uva in vino    | 70 % |

### Pinot Grigio
Sono previste le versioni Pinot grigio e Pinot grigio spumante.
Per lo spumante è consentito il sinonimo Pinot spumante
| versione                       | Pinot grigio                  | Pinot grigio spumante                                                                                   |
| uvaggio                        | Pinot grigio per almeno l'85% | Pinot grigio per almeno l'85%; Pinot bianco,Pinot nero, Chardonnay da soli o congiuntamente fino al 15% |
| titolo alcolico minimo         | 10,5% vol.                    | 10,5% vol.                                                                                              |
| acidità totale minima          | 4,5 g/l.                      | 5,0 g/l.                                                                                                |
| estratto secco minimo          | 15,0% g/l.                    | 17,0% g/l.                                                                                              |
| resa massima di uva per ettaro | 110 q.                        | 110 q.                                                                                                  |
| resa massima di uva in vino    | 70 %                          | 70 % |

### Pinot nero
Sono previste le versioni Pinot nero, Pinot nero spumante e Pinot nero spumante rosato.
| versione                       | Pinot nero                  | Pinot nero spumante | Pinot nero spumante rosato                                                                                               |
| uvaggio                        | Pinot nero per almeno l'85% | Pinot nero vinificato in bianco per almeno l'85%; Pinot bianco, Pinot grigio, Chardonnay da soli o congiunti fino al 15% | Pinot nero vinificato in bianco per almeno l'85%; Pinot bianco, Pinot grigio, Chardonnay da soli o congiunti fino al 15% |
| sinonimo                       | Pinot noir                  | Pinot spumante | Pinot nero rosa, Pinot nero rosé, Pinot noir rosa, Pinot noir rosé                                                       |
| titolo alcolico minimo         | 11,50% vol.                 | 10,5% vol. | 10,5% vol. |
| acidità totale minima          | 4,5 g/l.                    | 5,0 g/l. | 5,0 g/l. |
| estratto secco minimo          | 19,0 g/l.                   | 17,0 g/l. | 15,0 g/l. |
| resa massima di uva per ettaro | 110 q.                      | 110 q. | 110 q. |
| resa massima di uva in vino    | 70 %                        | 70 % | 70 % |

### Riesling
| uvaggio                        | Riesling, Riesling italico, Riesling renano da soli o congiuntamente |
| titolo alcolico minimo         | 10,5% vol.                                                           |
| acidità totale minima          | 4,5 g/l.                                                             |
| estratto secco minimo          | 15,0 g/l.                                                            |
| resa massima di uva per ettaro | 110 q.                                                               |
| resa massima di uva in vino    | 70 %                                                                 |

### Sauvignon
| uvaggio                        | Sauvignon per almeno l'85% |
| titolo alcolico minimo         | 11,00% vol.                |
| acidità totale minima          | 4,5 g/l.                   |
| estratto secco minimo          | 15,0 g/l.                  |
| resa massima di uva per ettaro | 110 q.                     |
| resa massima di uva in vino    | 70 %                       |

### Syrah
| uvaggio                        | Syrah per almeno l'85% |
| titolo alcolico minimo         | 11,5% vol.             |
| acidità totale minima          | 4,5 g/l.               |
| estratto secco minimo          | 19 g/l.                |
| resa massima di uva per ettaro | 110 q.                 |
| resa massima di uva in vino    | 70 %                   |

### Viognier
| uvaggio                        | Viognier per almeno l'85% |
| titolo alcolico minimo         | 10,5% vol.                |
| acidità totale minima          | 4,5 g/l.                  |
| estratto secco minimo          | 15,0 g/l.                 |
| resa massima di uva per ettaro | 110 q.                    |
| resa massima di uva in vino    | 70 %                      |

### Uvaggi da due vitigni
Nel disciplinare sono previste numerose tipologie con uvaggio composto da due vitigni.
Il vino deve derivare integralmente dai due vitigni indicati. La varietà che concorre in misura minore deve rappresentare almeno il 15% del totale e nella designazione deve seguire il nome della varietà prevalente.

#### vini bianchi
Per la produzione di vino bianco fermo e spumante si possono utilizzare uve di tredici cultivar: Cortese, Chardonnay, Sauvignon, Bussanello, Favorita, Moscato, Pinot bianco, Pinot grigio, Riesling, Riesling italico, Riesling renano, Viognier, Pinot Nero (vinificato in bianco o in rosato).
Per la produzione di vino frizzante si possono utilizzare le uve dei medesimi vitigni, con esclusione del Pinot nero vinificato in rosato.
Il disciplinare elenca le caratteristiche organolettiche solamente del Pinot-Chardonnay e dello Chardonnay-Pinot.

#### vini rossi
Per la produzione di vino rosso fermo, spumante e frizzante si possono utilizzare uve di sedici cultivar: Albarossa, Barbera, Bonarda, Brachetto, Cabernet, Cabernet Franc, Cabernet Sauvignon, Carmenère, Croatina, Dolcetto, Freisa, Grignolino, Merlot, Nebbiolo, Pinot nero, Syrah.